# پیشگور
پیشگور، روستایی قدیمی از توابع بخش ایرندگان شهرستان خاش در استان سیستان و بلوچستان ایران است.(طایفه شاهکزهی)

## جمعیت
این روستا در دهستان کهنوک قرار دارد و براساس سرشماری مرکز آمار ایران در سال ۱۳۸۵، جمعیت آن زیر سه خانوار بوده‌است.